# 손영훈
손영훈(孫永勳, 1986년 2월 11일 ~ )은 대한민국의 전직 스타크래프트 프로게이머이다. Ho0ny라는 아이디를 사용하며, 종족은 프로토스이다.
2004년 하반기 투나SG(현 위메이드 폭스)에 입단하며 프로게이머 생활을 시작했다.
2009년 5월 20일 공식 은퇴했다. 손영훈이 은퇴를 결심한 이유는 2009년 7월에 군 입대가 예정돼 있기 때문. 손영훈은 지난 2004년 상반기에 데뷔한 이후 현재까지 프로리그에서 5승12패를 기록했으며 개인리그는 EVER 스타리그 2005 16강 진출이 전부였다. 프로리그에서는 신한은행 프로리그 08-09 기간 동안만 두 차례에 출전해 모두 패한 것을 비롯해 신한은행 프로리그 2007 전기리그부터 7연패에 빠지며 극심한 슬럼프를 겪었다.

## 수상 경력
- 2003년 12월 임요환의 드랍쉽 PC방 프랜차이즈 대회 우승
- 2004년 10월 메가웹 스타매치 우승
- 2004년 10월 아이네트넷 스타크래프트 팀플레이 대회 우승
- 2004년 11월 제6회 커리지매치 입상
- 2005년 7월 EVER 스타리그 2005 16강